# Giuseppe Vicino
Giuseppe Vicino, född 26 februari 1993, är en italiensk roddare.

## Karriär
Vid olympiska sommarspelen 2016 i Rio de Janeiro tog Vicino brons tillsammans med Domenico Montrone, Matteo Castaldo och Matteo Lodo i fyra utan styrman. Vid olympiska sommarspelen 2020 i Tokyo tog han ännu ett brons tillsammans med Matteo Castaldo, Matteo Lodo, Marco Di Costanzo och Bruno Rosetti (tävlade endast i försöksheatet) i fyra utan styrman.
Vid EM 2024 i Szeged tog Vicino silver tillsammans med Matteo Lodo, Giovanni Abagnale och Nicholas Kohl i fyra utan styrman. Vid olympiska sommarspelen 2024 i Paris slutade de på fjärde plats tillsammans i fyra utan styrman.